# Lancio del nano
Il lancio del nano (dwarf-tossing o più volgarmente midget-tossing in inglese) è una tipologia di attrazione da bar nella quale uno o più persone affette da nanismo, vestite con degli speciali costumi di velcro, vengono lanciate verso dei muri o dei materassi ricoperti di velcro. L'obiettivo, per i partecipanti alla sfida, è lo stesso del tiro al bersaglio.

## Rischi Medici
Le persone con displasia scheletrica, come il nanismo, spesso presentano condizioni mediche specifiche e vulnerabilità che aumentano il rischio di complicazioni. Lanciare o gettare persone di bassa statura può avere gravi conseguenze, specialmente nei casi di cifosi e scoliosi.
La cifosi è una condizione caratterizzata da una curvatura in avanti della colonna vertebrale, che può portare a una curvatura della schiena. La scoliosi è una curvatura laterale della colonna vertebrale. Entrambe le condizioni possono causare dolore, ridotta mobilità e problemi respiratori. Lanciare persone con disturbi della crescita può aumentare il rischio di lesioni e peggiorare queste condizioni, poiché esercita forze sulla colonna vertebrale e altre parti vulnerabili del corpo.
Diverse fonti mediche e organizzazioni hanno messo in guardia sui pericoli del lancio di nani per le persone con disturbi della crescita. Sono noti casi in cui persone con disturbi della crescita hanno subito lesioni gravi e persino sono morte a seguito del lancio di nani · .
Durante la 69ª cerimonia dei Golden Globe Awards nel 2012, quando Peter Dinklage vinse il premio come Miglior Attore non Protagonista in Serie, Miniserie o Film TV, raccontò all'audience che aveva pensato a "un signore chiamato Martin Henderson" e suggerì di cercare il suo nome su Google. Henderson era un uomo affetto da nanismo originario di Somerset, in Inghilterra, gravemente ferito dopo essere stato lanciato da un sostenitore di rugby in un bar. Il discorso di Dinklage attirò l'attenzione dei media e del pubblico sul fenomeno del lancio di nani, rendendo Henderson un argomento di tendenza globale sui social media. Henderson morì infine a causa delle sue ferite nel 2016, cinque anni dopo l'incidente.

## Legalità

### Canada
Attualmente in Canada non vige nessuna legge riguardante questa attività, anche se nel 2003 in Ontario la parlamentare Sandra Pupatello ha proposto il "Dwarf Tossing Ban Act", una legge che rendeva illegale la pratica del lancio del nano. Prevedeva inoltre un massimo di 5000 dollari di multa e/o un massimo di sei mesi di carcere per chi lo praticasse. A causa dell'assenza di interesse e di discussione, la proposta è automaticamente caduta alla fine della 37º legislatura della provincia.

### Stati Uniti
Al momento il lancio del nano è illegale in soli due stati degli USA: Florida e New York. Nel primo caso è stato reso illegale nel 1989, in seguito alla proposta di Robert e Angela Van Etten (membri dell'organizzazione no-profit "Little People of America"), i quali riuscirono a convincere i legislatori dello stato a creare una legge apposita per questa pratica. Il 3 ottobre 2011 però, il repubblicano-legislatore Ritch Workman ha proposto di abolire la legge, scelta alla quale l'organizzazione Little People of America si è subito opposta.. Alcuni mesi più tardi, comunque, lo stesso Workman ha cambiato idea e ha affermato di supportare il divieto.

### Francia
In Francia il lancio del nano è illegale solo nella città di Morsang-sur-Orge, in seguito alla precisa richiesta del sindaco durante gli anni 90. La proposta di rendere illegale a livello nazionale questa attività è giunta il 27 ottobre 1995 al Consiglio di Stato, che ha legalizzato la decisione del sindaco in quanto il lancio di nani non rispetterebbe la dignità umana, e di conseguenza sarebbe contrario all'ordine pubblico. Nonostante questo, il Consiglio non ha ufficializzato l'illegalità di questa pratica e ha deciso che la decisione di rendere reato il lancio del nano spetta ai singoli comuni francesi.

## Cultura di massa
Nella cultura popolare si trovano molti riferimenti al lancio del nano:
- Il film The Wolf of Wall Street si apre con il protagonista Jordan Belfort (interpretato da Leonardo DiCaprio) che lancia un nano verso un bersaglio.
- Nella serie cinematografica Il Signore degli Anelli ci sono più riferimenti a questa pratica. Nel primo film Gimli grida ad Aragorn che nessuno può lanciare un nano, ma nonostante questo si fa lanciare da Aragorn durante la Battaglia del Fosso di Helm, facendogli promettere di non rivelarlo a Legolas. Nei contenuti speciali del film, il regista Peter Jackson ha discusso sulla popolarità del lancio del nano in Nuova Zelanda, e non si aspettava che negli Stati Uniti fosse relativamente sconosciuto (e ciò ha portato la maggior parte degli spettatori a non cogliere il riferimento al lancio del nano nel film).
- Nel film Palle al balzo - Dodgeball il magazine "Obscure Sports Quarterly" fa riferimento al lancio del nano come fosse un vero sport.
- In un capitolo del libro American Psycho, il protagonista sta guardando un programma televisivo chiamato "The Patty Winters Show", nel quale veniva presentato un nuovo sport chiamato "dwarf tossing".
- L'album Midget Tossing degli Yellowcard si riferisce esplicitamente a questa attività.
- Nella serie televisiva American Dad!, in tre episodi della terza stagione, alcuni dei protagonisti partecipano ad una gara di lancio del nano, chiamata "Dwarf Toss '07".
- Nella sitcom italiana Camera Café è presente il "Lancio del Silvano", chiaro riferimento alla pratica del lancio del nano.